# Höhere Fachschule für Augenoptik und Optometrie Köln

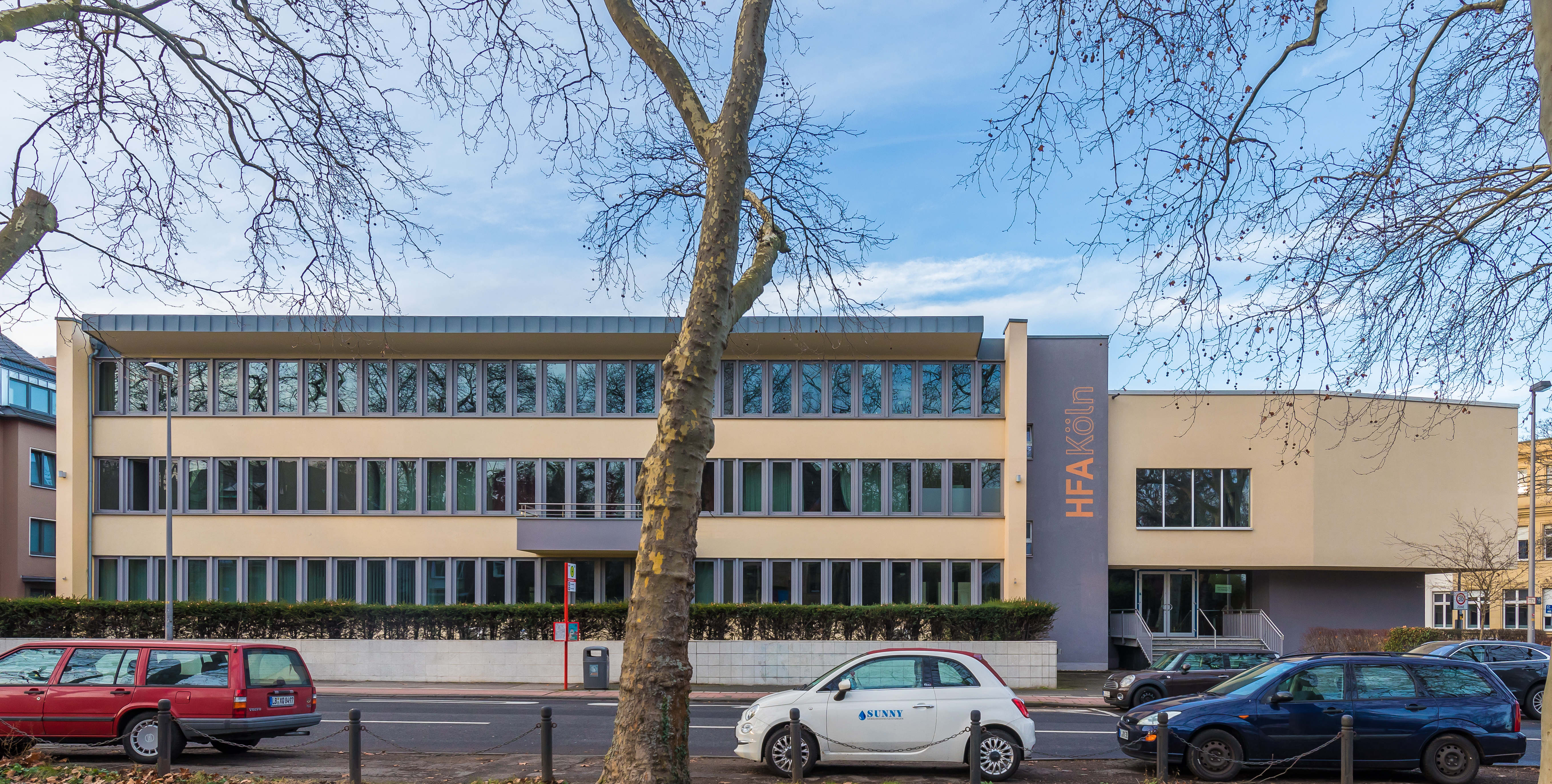
Höhere Fachschule für Augenoptik und Optometrie Köln, Bayenthalgürtel 6–8, Köln

Die Höhere Fachschule für Augenoptik und Optometrie Köln  (HFAK) ist eine private, staatlich anerkannte Ersatzschule für Augenoptik. Das Studium dauert zwei Jahre und schließt mit der Prüfung zum Staatlich geprüften Augenoptiker ab. Zusätzlich kann die Meisterprüfung im Augenoptikerhandwerk abgelegt werden.

## Geschichte
Als die deutschen Fachschulen in Jena und Berlin nach dem Zweiten Weltkrieg für Augenoptiker aus den westlichen Besatzungszonen nur schwer erreichbar waren, beschloss die Delegierten-Versammlung des Zentralverbands der Augenoptiker (ZVA) die Gründung einer verbandseigenen Fachschule in Köln. Am 4. Februar 1952 nahm sie ihre Tätigkeit in der Alten Universität in der Claudiusstraße auf.
Im Jahr 1953 folgte die offizielle Anerkennung als Ersatzschule. Seit dieser Zeit wird der Schuletat vom Land NRW und vom ZVA gemeinsam getragen. Im Jahre 1960 erhielt die Schule den Status einer Höheren Fachschule. 1976 überschritt ihr Etat zum ersten Mal die Millionengrenze.
1958 erfolgte der Umzug in das Gebäude am Kölner Bayenthalgürtel. Durch Zukauf und Umbau eines Nachbargebäudes sowie schließlich einer Erweiterung durch einen Neubautrakt im Jahre 1967 vergrößerte sich die Nutzfläche entsprechend der zunehmenden Zahl von Studierenden. Im Sommer 2001 wurde anstelle der alten Mensa ein Neubau mit Cafeteria und Augenuntersuchungsräumen errichtet. 2010 wurde die HFAK modernisiert.
Erster Direktor war der Optiker Karl Schachtschabel. Im Jahr 1957 übernahm Josef Reiner die Schulleitung, von 1989 bis 2015 Wolfgang Wesemann, von 2015 bis 2023 Andreas Berke, seit 2023 hat Stefan Bandlitz dieses Amt inne.
Derzeit wird der Unterricht an der HFAK von 10 hauptamtlichen und 5 nebenamtlichen Dozenten erteilt.
August 2023 wurde der Name von Höhere Fachschule für Augenoptik Köln in die aktuelle Bezeichnung geändert, um der Änderung der Unterrichtsinhalte und der beruflichen Ausrichtung innerhalb des Handwerks Rechnung zu tragen. Die Abkürzung bleibt HFAK.

## Schulträger
Träger der HFAK ist der Zentralverband der Augenoptiker und Optometristen (ZVA).

## Studium
Das Studium ist ein Vollzeitstudiengang über zwei Jahre, aufgeteilt in vier Semester. Studienbeginn ist jeweils Anfang März und Anfang September.
Voraussetzung für die Zulassung an der HFAK sind ein Realschulabschluss oder ein qualifizierter Hauptschulabschluss, eine abgeschlossene Berufsausbildung als Augenoptiker, ein Berufsschulabschluss, eine Gesellenprüfung im Augenoptikerhandwerk sowie der Nachweis einer mindestens sechsmonatigen Gesellentätigkeit.
Die HFAK hat den Status einer Ersatzschule. Es fallen keine Studiengebühren an. Pro Semester wird ein Materialkostenzuschuss erhoben. Es besteht die Förderungsmöglichkeit durch BAfÖG und AFBG.

## Lehrinhalte
Das Studium an der HFAK bereitet auf den Praxisalltag eines Augenoptikers vor. Schwerpunkte liegen auf den Themen Augenoptik, Optometrie, Kommunikation und Betriebsführung. Die HFAK gehört organisatorisch zum Berufskolleg.
Die Ausbildung und Prüfung erfolgt nach der APO-BK.
Der Lehrplan richtet sich nach den Vorgaben des Schulministeriums und dem ECOO Euro für Augenoptik und Optometrie (ECOO).
Die wichtigsten Unterrichtsfächer sind:
- Refraktionsbestimmung
- Kontaktlinsenanpassung
- Brillenoptik und Brillenanpassung
- Optometrische Untersuchungsverfahren
- Vergrößernde Sehhilfen
- EDV
- Instrumentenoptik
- Anatomie, Physiologie, Pathologie
- Kommunikation
- Betriebswirtschaft
- Betriebsführung
- Marketing
- Arbeitssicherheit

## Zusatzangebote
- Gastvorträge durch auswärtige Referenten aus Forschung und Industrie
- Teilnahme an regelmäßigen Weiterbildungsveranstaltungen der WVAO
- Semesterfahrten zu optischen Firmen
- Zusatzkurse in Optometrie
- Prüfungsvorbereitung auf die Optometristenprüfung
- Prüfung zur Erlangung der Fachhochschulreife
- Durchführung der Prüfungen zum ECOO-Euro-Diplom und zum Optometristen in den Räumlichkeiten der HFAK
- Fachbibliothek

## Abschlüsse
Das Studium an der HFAK endet mit der Abschlussprüfung zum bzw. zur „Staatlich geprüften/r Augenoptiker/in“. Optional können zusätzlich die Prüfungen zum Augenoptikermeister und zur Erlangung der Fachhochschulreife abgelegt werden. Auch ohne Meisterprüfung erwerben die Absolventen der HFAK das Recht, sich in die Handwerksrolle eintragen zu lassen, das Augenoptikerhandwerk selbständig auszuüben und auszubilden.